# 克柳切沃茨凯
49°40′43″N 35°59′59″E / 49.67861°N 35.99972°E
克柳切沃茨凱（烏克蘭語：Ключеводське）是位於烏克蘭東部的村莊，由哈爾科夫州哈爾科夫區的新沃多拉哈市鎮負責管轄。該村面積0.41平方公里，海拔高度166米，2001年人口16，人口密度每平方公里39人。